# Das Tal der Mörder
Das Tal der Mörder ist ein deutscher Fernsehfilm aus dem Jahr 2020 von Peter Keglevic mit Fritz Karl und Anna Unterberger. Die Erstausstrahlung des Familiendramas im ORF erfolgte am 20. September 2020. Im ZDF wurde der Film erstmals am 26. Oktober 2020 gezeigt.

## Handlung
Eva Kufner ist eine Jurastudentin aus Frankfurt. Sie reist nach Kantersberg in einem abgelegenen Tal im österreichischen Bundesland Salzburg, wo sie am Hof der Familie Gasser unter falschem Namen zu arbeiten beginnt. Dort will sie Beweise suchen für die Behauptung ihrer kürzlich verstorbenen Mutter Alma Kufner, der zufolge der Marmorbruchbesitzer und Steinmetz Anton Gasser 1988 Evas Vater Lino Kufner sowie nun auch seine eigene Ehefrau Theresa ermordet haben soll, ohne dafür belangt worden zu sein. Eva hat ihrer Mutter am Sterbebett versprochen, den mutmaßlichen Doppelmörder Anton Gasser seiner gerechten Strafe zuzuführen.
Allerdings macht es ihr der charismatische Machtmensch Gasser, der in ihr etwas Besonderes sieht, nicht einfach. Auch dessen Söhne Jakob und Florian sehen in ihr mehr als nur eine Angestellte. Für Eva beginnt ein Kampf gegen ihre zwiespältigen Gefühle für Anton, sie schwankt zwischen Angst, Faszination und Zuneigung und wird dabei in die Machtkämpfe der Familie hineingezogen. Bald ist sie sich nicht mehr sicher, ob Gasser tatsächlich ein Mörder ist.
Während Florian sehr unter dem Verlust seiner Mutter leidet, beschuldigt Jakob seinen Vater, Mitschuld am Tod seiner Mutter zu haben, indem er sie in den Suizid getrieben haben soll. Von Florian erfährt Eva dagegen, dass Jakob kurz vor dem Tod der Mutter Streit mit ihr hatte. Jakob wiederum stellt die Frage, was Eva auf den Hof der Gassers geführt hat, und möchte deren Papiere sehen. Eva gab bei ihrer Einstellung als Haushälterin an, dass ihr diese gestohlen wurden. Anton beginnt daraufhin Nachforschungen über Evas Identität anzustellen. Die Polizei teilt Anton Gasser mit, dass die Ermittlungen im Fall des Todes seiner Frau eingestellt werden, die Polizei geht von einem Unfall aus.
Thea, die Köchin der Gassers, und deren Mann, das Faktotum Kurt, erzählen Eva, dass Lydia, Gassers Mutter, Suizid beging, als Anton acht Jahre alt war. Lino war der beste Freund von Toni, bis Lino ihm dessen Verlobte Alma ausgespannt hatte. Von Katharina „Kathi“ Oberhofer, die im Dorfwirtshaus arbeitet und eine Beziehung mit Jakob hat, erfährt Eva, dass Theresa ein Verhältnis mit dem Chorleiter Martin Steib hatte. Möglicherweise wollte Theresa ihren Mann verlassen und wurde deshalb von ihm getötet. Unklar ist auch, warum Anton nach dem Tod von Theresa ihre persönlichen Gegenstände und Unterlagen verbrannt hat. Das Verhältnis von Eva zu Anton ist Jakob ein Dorn im Auge, er vermutet, dass sie am Vermögen der Gassers interessiert und eine Erbschleicherin ist.
Auf dem Rücken von Anton entdeckt Eva eine tiefe Narbe, diese stamme laut Anton von einem Streit. Nachdem Jakob von Kathi erfahren hat, dass Eva von ihr wollte, wegen Theresas Affäre mit Martin zur Polizei zu gehen, stellt Jakob Eva zur Rede. Eva gibt an, wegen Medikamentendiebstahls von der Polizei gesucht zu werden, weshalb sie am Hof der Gassers untergetaucht sei. Nachdem Anton von der Affäre Theresas erfahren hat, geht er auf Martin los. Martin gesteht, dass sich Theresa für den Verbleib bei Anton entschieden hatte. Steib ging ihr nach und stieß sie im Marmorbruch hinunter. Danach half er noch zwei Tage bei der Suche nach Theresa.
Eva beschuldigt Kurt, zum Unfalltod ihres Vaters Lino damals vor Gericht eine Falschaussage gemacht und Anton ein Alibi gegeben zu haben. Schließlich gibt sie ihre wahre Identität gegenüber Anton preis. Auf ihre Frage, ob er ihren Vater getötet hat, gibt er an, sich damals mit Lino gestritten zu haben, weil dieser eine Affäre mit Alma hatte, mit der Anton verlobt war. Beim Streit sei Lino tödlich abgestürzt. Eva fordert von Anton, dass er sich wegen des Mordes an ihrem Vater der Polizei stellen soll. Das Gespräch der beiden und Gassers Geständnis für den Mord an Lino wird von Peter Colb von der Staatsanwaltschaft im Nebenraum mitgehört, Eva kehrt nach Frankfurt zurück.

## Produktion und Hintergrund
Die Dreharbeiten fanden vom 8. November bis zum 10. Dezember 2018 statt, gedreht wurde im Land Salzburg in Österreich. Produziert wurde der Film von der deutschen Neue Bioskop Television  (Produzenten Christian Balz und Dietmar Güntsche) im Auftrag des ZDF. Gefördert wurde die Produktion vom Land Salzburg.
Für das Kostümbild zeichnete Petra M. Hanslbauer verantwortlich, für das Szenenbild Oliver Hoese, für den Ton Kristofer Harris, für die Maske Stefan Niehues und für das Casting An Dorthe Braker.

## Rezeption
Die Erstausstrahlung im ORF am 20. September 2020 wurde von 761.000 Sehern verfolgt, der Marktanteil lag bei 22 Prozent. In Deutschland sahen den Film bei Erstausstrahlung im ZDF 4,4 Millionen Personen, der Marktanteil betrug 13,8 Prozent.
Tilmann P. Gangloff von tittelbach.tv befand, dass der Film vor allem wegen Anna Unterberger und Fritz Karl sehenswert sei, die ihre Rollen sehr differenziert verkörperten. Auf den ersten Blick orientiere sich der Film am Schema des Heimatkrimidramas. In diesem Fall komme als interessante Variante hinzu, dass sich die Heldin in den mutmaßlichen Mörder ihres Vaters verliebt. Das Drehbuch lasse dabei geschickt offen, ob die Liebelei nicht doch bloß Teil ihres Racheplans ist. Dank der eindrucksvollen Bild-Gestaltung von Emre Erkmen wäre der Film atmosphärisch ähnlich der „Dorf“-Reihe von Regisseur Peter Keglevic, bestehend aus den Filmen Die Fremde und das Dorf (2014), Ein Geheimnis im Dorf – Schwester und Bruder (2016) und Treibjagd im Dorf (2017).
Christopher Schmitt schrieb unter dem Titel „Haushaltshilfe serviert Logiklöcher“ im Weser Kurier, dass so ziemlich alles an dieser hanebüchenen Geschichte vage und unausgegoren bliebe. Immer wieder drängten sich dem Zuschauer haufenweise Logiklöcher auf. Vieles sei nicht nachvollziehbar, der Film operiere mit Andeutungen und Metaphern. Zumindest Hauptdarsteller Fritz Karl mache seine Sache wie immer sehr ordentlich. Über die eklatanten Schwächen der mäßig spannenden Story könne seine Performance allerdings nicht hinwegtäuschen.